# 特發性嬰兒動脈硬化
特發性嬰兒動脈硬化是一種遺傳病，其會導致嬰兒廣泛性血管閉塞。其動脈內膜中產生纖維增生，引起硬化，做成頑固性高血壓等現象。
此遺傳病的報告只有約100多宗，發生率未知。
遺傳方面，其遺傳方式為體染色體隱性遺傳。